# Anissa Temsamani
Anissa Temsamani (Tanger, Marokko, 27 augustus 1966) is een voormalig Belgische politica.

## Levensloop
Temsamani verhuisde drie dagen na haar geboorte in de Marokkaanse stad Tanger met haar familie naar Mechelen, waar ze verder opgroeide. Na een slecht afgelopen carrière als kleine zelfstandige uitbater van drie kledingwinkels en een scheiding engageerde ze zich eind jaren negentig in de politiek. Via een werkgroep allochtonen kwam ze in 1998 terecht bij de Mechelse SP, de latere sp.a.
In juni 1999 nam ze voor de eerste keer deel aan de parlementsverkiezingen, maar werd ze niet verkozen. Van 1999 tot 2003 was zij vervolgens beleidsmedewerker maatschappelijke integratie, sociale economie en gelijke kansen in het kabinet van Johan Vande Lanotte. In 2001 werd zij aangetrokken als experte inzake tewerkstelling en diversiteitsbeleid door de Stichting P&V, die de digitale kloof en de leerachterstand van kinderen uit kwetsbare gezinnen helpt te dichten. Ondertussen nam ze ook deel aan een project rond burgerschapsvorming bij de Koning Boudewijnstichting.
Bij de Kamerverkiezingen in mei 2003 werd zij op basis van haar hoge aantal voorkeurstemmen verkozen in de Kamer van volksvertegenwoordigers. Een maand later werd Temsamani door Steve Stevaert voorgesteld als staatssecretaris voor Arbeidsorganisatie en Welzijn op het Werk in de regering-Verhofstadt II. Zij werd het eerste regeringslid van Marokkaanse origine in België (maar niet het eerste regeringslid van vreemde origine, onder meer Elio Di Rupo, Marie Arena en anderen gingen haar op dit gebied vooraf). Tijdens de zomer van 2003 kwam zij in het nieuws met haar interventies naar aanleiding van de snikhete temperaturen op de werkvloer, deed zij stappen om de arbeidsinspectie uit te breiden en pleitte ze voor een uitbreiding van het ouderschapsverlof.
Temsamani deed na 74 dagen afstand van haar functie. Hiermee was ze de kortst zetelende Belgische minister of staatssecretaris ooit. Onder meer onthullingen over haar verleden als zelfstandige, gepubliceerd door het maandblad Deng, deden haar de das om. Als kleine zelfstandige ging zij failliet (maar ze werd hier na een gerechtelijke uitspraak niet voor verantwoordelijk gesteld). Er waren schulden en onbetaalde leningen uit die periode en ze zou gelogen hebben over haar diploma, waarbij ze onrechtmatig zou hebben beweerd over een licentiaatsdiploma in de handelswetenschappen te beschikken. Vooral dit laatste bleef in het collectieve geheugen, hoewel het niet bleek te stroken met de werkelijkheid. Vijf dagen voor ze de eed aflegde als staatssecretaris, diende ze immers een document in bij de biografische diensten van de Kamer waarin uitdrukkelijk vermeld stond dat ze geen diploma hoger onderwijs bezat. In 2008 kwam ze opnieuw in opspraak, toen bekend werd dat zij een van de 650 politici was die de wettelijk verplichte mandaten niet hadden bekendgemaakt.
Na haar korte mandaat van staatssecretaris keerde Temsamani terug naar de Kamer. Bij de derde rechtstreekse Vlaamse verkiezingen van 13 juni 2004 werd ze verkozen in de kieskring Antwerpen en stapte ze over naar het Vlaams Parlement. Ze bleef Vlaams volksvertegenwoordiger tot juni 2009. Ze zetelde in het Vlaams Parlement als vast lid in de commissies Werk, Economie en Sociale Economie en Onderwijs, Vorming, Wetenschap en Innovatie en was vanaf 2006 tevens lid van de commissie Buitenlands Beleid, Europese Aangelegenheden, Internationale Samenwerking en Toerisme.
Bij de gemeenteraadsverkiezingen in 2006 raakte ze ook dankzij haar voorkeurstemmen verkozen tot gemeenteraadslid van Mechelen en ze werd voorzitster van de sp.a-fractie in de Mechelse gemeenteraad. Ze nam in 2009 ontslag als fractieleider van de sp.a-fractie in de Mechelse gemeenteraad na onvrede met het partijbureau. Ze stelde zich ook onafhankelijker op tegenover de partij, wat gevaarlijk werd voor de krappe coalitie (1 zetel) van socialisten, liberalen, groenen en christendemocraten. Bij de Belgische verkiezingen in juni 2007 behaalde de sp.a een slechte uitslag en ondanks haar voorkeurstemmen werd ze niet verkozen.
Op 3 maart 2009 kondigde ze aan dat ze uit de nationale politiek stapte uit onvrede met de aan haar aangeboden vijfde plaats op de verkiezingslijst voor het Vlaams Parlement. Vervolgens ging ze werken als vicepresident public & marketing bij het milieubedrijf Waterleau. Ze bleef wel zetelen als gemeenteraadslid in Mechelen. In 2012 stelde ze zich echter ook niet meer verkiesbaar voor de gemeente. In 2014 ging ze aan de slag als zelfstandig consulent, waarbij ze kmo's en Belgische bedrijven uit de groene sector begeleidt bij hun internationale ontwikkeling van ecologische projecten, met name in Marokko. Begin 2023 werd ze zaakvoerster van een gastenverblijf in Marokko, nabij Marrakesh.
Temsamani kwam regelmatig in het nieuws met uitgesproken standpunten onder meer rond de verantwoordelijkheid van ouders bij spijbelen, het verlagen van de leerplichtleeftijd, de dialoog rond samenlevingsproblemen, het integratiebeleid en het hoofddoekendebat.